# 小眼岩頭長頜魚
小眼岩頭長頜魚，為輻鰭魚綱骨舌魚目象鼻魚科的其中一種，分布於非洲剛果、喀麥隆、加彭及剛果民主共和國的淡水流域，體長可達5.2公分，棲息在底層水域。

## 外部連結
小眼岩頭長頜魚的圖片 （页面存档备份，存于）